# Jéglabda

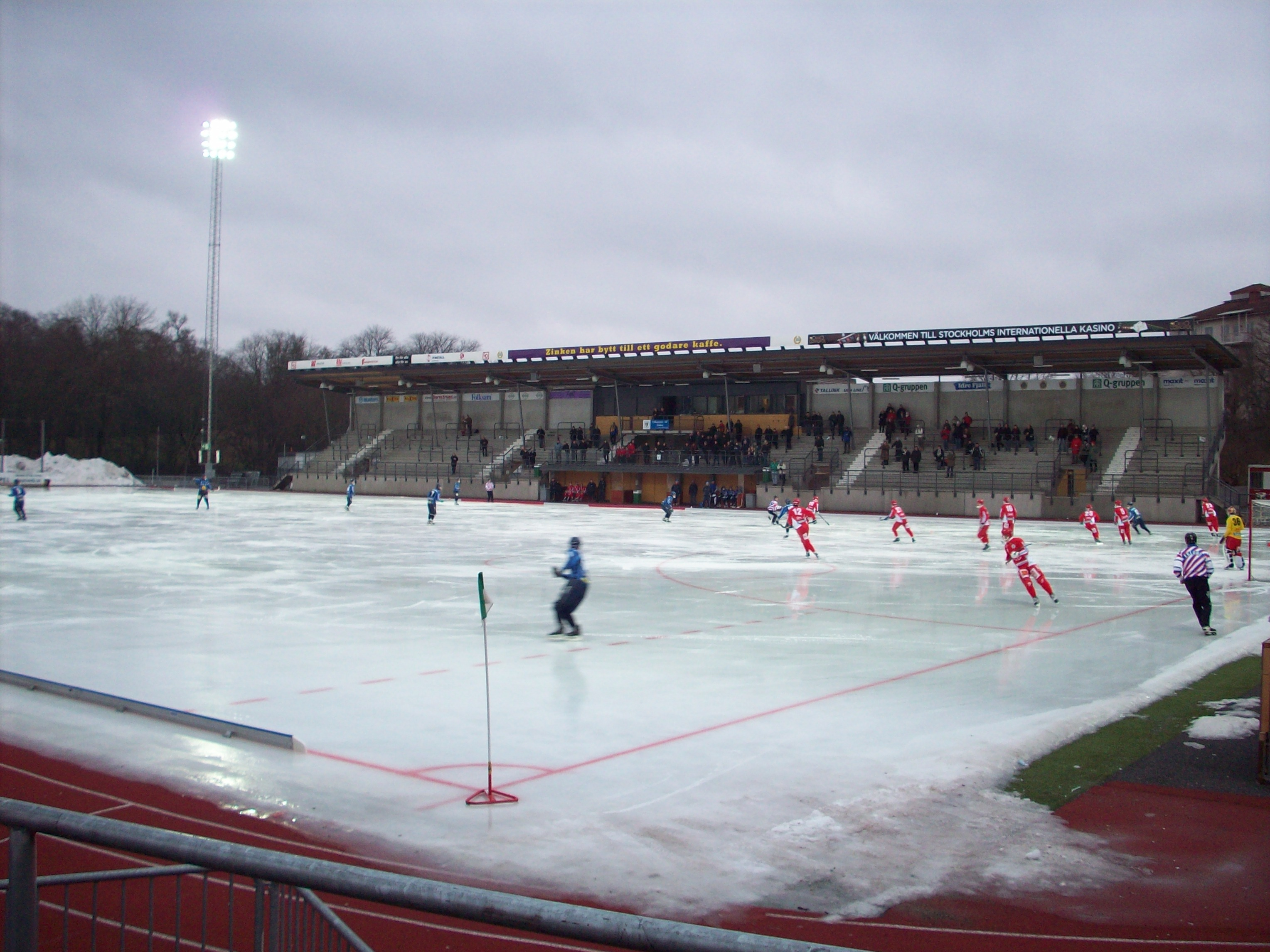
Jéglabda-mérkőzés

A jéglabda (idegen elnevezéssel bandy) egy jégpályán játszott csapatjáték, amiben a korcsolyát viselő játékosok ütőkkel próbálják a labdát az ellenfél kapujába juttatni. Bár elsőre a jégkoronghoz lehetne hasonlítani, a jéglabda voltaképpen sokkal közelebb áll a gyeplabdához.

## Etimológia
A játék idegen neve a középfrancia bander (labdát egymásnak ütöget, adogat) igére vezethető vissza, mely to bandy változatban került be az angol nyelvbe, ahonnan több más nyelv is átvette.

## Leírása

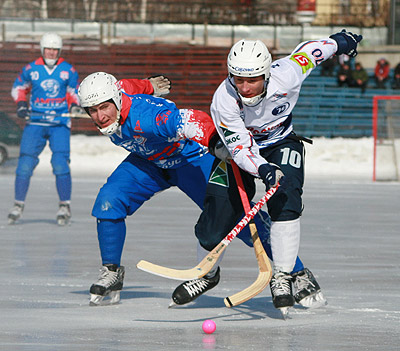
Játékosok, ütő és labda

A jéglabdát futballpálya nagyságú (45–65 × 90–110 méter alapterületű) jégfelületen játsszák. Egy csapatban 11 játékos van; tíz mezőnyjátékos és egy kapus. A mezőnyjátékosok ütők segítségével próbálják a labdát az ellenfél kapujába juttatni (gól). A játék két, 45 perces félidőből áll, melynek végén az a csapat nyer, amelyik több gólt szerzett.

## Története
Az európaiak már a 11. századtól kezdve játszottak gyeplabdaszerű csapatsportokat. A 18. században Oroszországban népszerű volt a jéglabdához hasonló téli szabadtéri játék, mely később egész Észak-Európában elterjedt. A 19. században a sportág kettészakadt a jégkorongra (kisebb játéktér, saját szabályok) és a modern jéglabdára (nagy játéktér, a labdarúgáshoz hasonló szabályok). Az oroszok magukat tekintik a jéglabda feltalálóinak, és a sportág nem hivatalos neve is orosz hoki.
Az első jéglabda-mérkőzést két klubcsapat között 1875-ben játszották, Londonban. Az 1952-es téli olimpián a jéglabda ún. bemutató sport volt, és a Nemzetközi Olimpiai Bizottság elfogadta olimpiai sportágként, azonban soha nem került be a hivatalos olimpiai programba.
Az irányító szervezet a Nemzetközi Jéglabdaszövetség (Federation of International Bandy – FIB), mely 1955-ben alakult meg, és melynek jelenleg 29 tagországa van. A Magyar Bandy Szövetség 1988-ban alakult.

## Bajnokságok
1957-től rendeznek világbajnokságot férfiak, és 2004-től nők számára. Legtöbb alkalommal a Szovjetunió / Oroszország nyert. Magyarország 1991-től vesz részt.